# Ester Mägi
Ester Mägi (ur. 10 stycznia 1922 w Tallinnie , zm. 14 maja 2021) – estońska kompozytor i pedagog. 

## Życiorys
Studiowała w Konserwatorium w Tallinnie początkowo grę fortepianową, a następnie kompozycję u Marta Saara. W latach 1951–1954 kontynuowała naukę na studiach doktoranckich (aspirantura) w Konserwatorium Moskiewskim pod kierunkiem Wissariona Szebalina. Pracą doktorską była jedna z bardziej znanych jej kompozycji – kantata Kalevipoja teekond Soome (Kalevipoeg's Journey into Finland) (1954) na mezzosopran, chór i orkiestrę, której premiera odbyła się dopiero w 1961 w wykonaniu narodowego chóru męskiego Eesti Rahvusmeeskoor i państwowej orkiestry symfonicznej Eesti Riiklik Sümfooniaorkester pod dyrekcją Neemego Järviego .
Od 1954 do przejścia na emeryturę w 1984 wykładała teorię muzyki, analizę i kontrapunkt w tallińskim Konserwatorium (od 1977 jako profesor nadzwyczajna). Uczelnia ta uhonorowała ją w 1999 tytułem doktora honoris causa.
W 1998 otrzymała jedno z najwyższych odznaczeń państwowych Estonii – Order Herbu Państwowego (V klasy).

## Twórczość
Od czasu studiów pod kierunkiem Marta Saara istotny wpływ na jej twórczość miały estoński styl narodowy i folklor. Jej twórczość obejmuje liczne pieśni chóralne i solowe, ale także wielkie formy orkiestrowe, takie jak Symfonia (1968), Wariacje na fortepian, klarnet i orkiestrę smyczkową (1972) czy Bukoolika (1983). 
W późniejszych jej kompozycjach, np. w Lapimaa joiud (The Joiks from Lapland) (1987), pojawiają się elementy muzyki postmodernistycznej, m.in. politonalność i rozszerzona tonalność, bogata faktura harmoniczna i rytmiczna, repetycje oraz tendencje stylizacyjne .

## Wybrane kompozycje
(na podstawie materiału źródłowego)

### Utwory orkiestrowe
- Serenaad, koncert na skrzypce i orkiestrę, 1958
- Symfonia, 1968
- Wariacje na klarnet, fortepian i orkiestrę smyczkową, 1972
- Bukoolika (Bucolics), 1983
- Vanalinn (The Old City), partita na flet, klawesyn i orkiestrę smyczkową, 1987

### Utwory wokalne
- Kalevipoja teekond Soome (Kalevipoeg’s Journey to Finland), kantata na mezzosopran, chór męski i orkiestrę, (tekst: F.R. Kreutzwald), 1954
- Haikud (Haiku) na głos i harfę, (tekst: A. Koney), 1977
- Laulud (Songs) na głos i fortepian, (tekst: B. Alver), 1981
- Tuule tuba (The House of Wind), ballada na chór męski i organy lub orkiestrę, (tekst: J. Kaplinski), 1981
- Lauluema (The Mother of Song) na sopran, mezzosopran i chór mieszany,  (tekst: ludowy A. Annist), 1983
- 3 setu muinasjutulaulu (3 Fairy Tale Songs from Setu) na głos i fortepian, (tekst trad.), 1985
- Huiked (Calls) na sopran, flet i gitarę, 1995

oraz ponad 150 pieśni chóralnych i wiele solowych

### Utwory kameralne i instrumentalne
- Ostinato na kwintet dęty drewniany, 1962
- I kwartet smyczkowy, 1964
- II kwartet smyczkowy, 1965
- Canto doloroso et inventione na organy, 1973
- Dialoogid (Dialogues) na flet, klarnet, wiolonczelę i fortepian, 1976
- Koncert na organy i klawesyn, 1980
- Serenada na flet, skrzypce i altówkę, 1982
- Duod rahvatoonis (Duos in Folk Style) na flet i wiolonczelę, 1983
- Sonatana klarnet i fortepian, 1985
- Vana kannel (The Ancient Kannel) na fortepian, 1985
- Cantus and Processus na wiolonczelę i gitarę, 1987–1988
- Lapimaa joiud (The Joiks from Lapland) na fortepian, 1987
- Collocutio na kwartet saksofonowy, 1994